# Isabel Plá
Isabel Cecilia Plá Jarufe (Quillota, 31 de enero de 1964) es una relacionadora pública y política chilena, militante y actual vicepresidenta del partido Unión Demócrata Independiente (UDI).
Desde el 11 de marzo de 2018 al 13 de marzo de 2020 fue la ministra del Ministerio de la Mujer y la Equidad de Género de Chile bajo el segundo gobierno de Sebastián Piñera Echenique.

## Biografía
Nació el 31 de enero de 1964, en Quillota, siendo la hija mayor del matrimonio formado por Ramón Plá, inmigrante español, y Joan Jarufe, descendiente de árabes. Junto a sus tres hermanos (Montserrat, Ramón y Karim) se crio en la ciudad de Concepción luego que su familia se mudara y pusiera una panadería en la zona.

### Estudios y carrera profesional
Su educación primaria la realizó en el Colegio Inmaculada Concepción. Tras terminar sus estudios viajó a Santiago, y en 1983 se inscribió en derecho en la Universidad Gabriela Mistral, pero luego de dos años debió dejarlo por razones económicas. Se trasladó entonces a Viña del Mar para trabajar en el depósito de lanas de sus primos.
Retomó su educación superior en 1987, entrando a estudiar relaciones públicas en el Instituto Profesional IPEVE (actual Universidad Diego Portales), lugar donde egresó y se presentó su proyecto de título, pero nunca se tituló ya que prefiero trabajar en el estudio de arquitectos de Emilio Arancibia, que por ese entonces organizaba la Bienal de Arquitectura de 1991. Posteriormente realizó un diplomado en Comunicación Política en la Universidad Alberto Hurtado. Fue coordinadora de la unidad de Coyuntura y Política de la Fundación Avanza Chile en el periodo 2014-2017.
Fue panelista en las radios Cooperativa y La Clave, y columnista semanal en El Líbero desde octubre del 2014. También participó como panelista del programa Estado nacional de Televisión Nacional de Chile, entre marzo y diciembre de 2011.

### Vida personal
Está casada desde 1996 con Luis Felipe Olivares Quirós.

## Carrera política
Su carrera política comienza en 1992, cuando fue jefa de gabinete de la diputada María Angélica Cristi.
En 2004 fue elegida concejala por Peñalolén, cargo que ejerció por sus 4 años de duración. Tras el fin de su período de concejala fue Vicepresidenta de la Unión Demócrata Independiente (UDI). 
Entre los años 2010 y 2014 fue coordinadora de la Unidad de Coyuntura del Ministerio Secretaría General de la Presidencia. 
El 23 de enero de 2018 fue nombrada por el presidente Sebastián Piñera como ministra de la Mujer y la Equidad de Género, rol que comenzó a ejercer a partir del 11 de marzo de ese año. Su renuncia al cargo fue con fecha 13 de marzo de 2020.

## Controversias

### Aborto
Plá es abiertamente provida y se opone totalmente a la despenalización del aborto. Durante el voto de la ley en 2017, había indicado "probablemente ya estaré muerta, alguna vez en Chile y en el mundo el aborto será considerado tan impensado como la esclavitud".

### Rol en el estallido social de Chile
El 25 de noviembre de 2019, el movimiento feminista hizo popular en las ciudades de Santiago, Concepción y Valparaíso, la intervención callejera Un violador en tu camino, con más de 2000 mujeres que denunciaron la violencia de género cometida por el Estado, Ejército y Carabineros en el contexto de las protestas iniciadas en octubre en Chile. Las manifestaciones se replicaron en otros países como Francia, Alemania, España, Estados Unidos, México, Colombia y Argentina.
Ante la omisión de Plá, el 29 de noviembre de 2019, se realizó una masiva marcha en la capital, con una asistencia superior a las mil mujeres, quienes se reunieron afueras de las dependencias del Ministerio de la Mujer y la Equidad de Género, exigiendo la renuncia de Isabel Plá ante las diversas críticas a su rol pasivo y omiso que ha tenido durante la mayor crisis social del país.
Tras rumores de prensa que la situaban renunciando al Ministerio, Plá declaró en marzo de 2020 que estaría en el ministerio mientras fuera un aporte, tres días después terminó renunciando a su cartera.